# Польські військовополонені в Радянському Союзі після 1939 року
Внаслідок радянського вторгнення до Польщі в 1939 році сотні тисяч польських солдатів стали військовополоненими. Велика кількість із них стали жертвами репресій. Тільки в Катині було страчено 22 тисячі польських військових і цивільних.

## Радянське вторгнення до Польщі

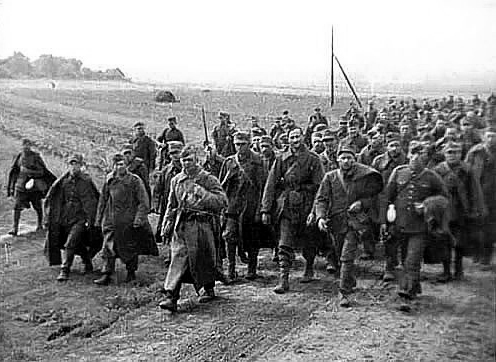
Польські військовополонені, захоплені Червоною армією під час радянського вторгнення до Польщі

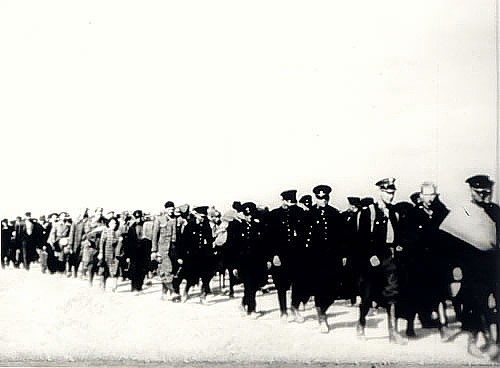
Польські поліціянти та цивільні особи, захоплені Червоною армією після радянського вторгнення до Польщі

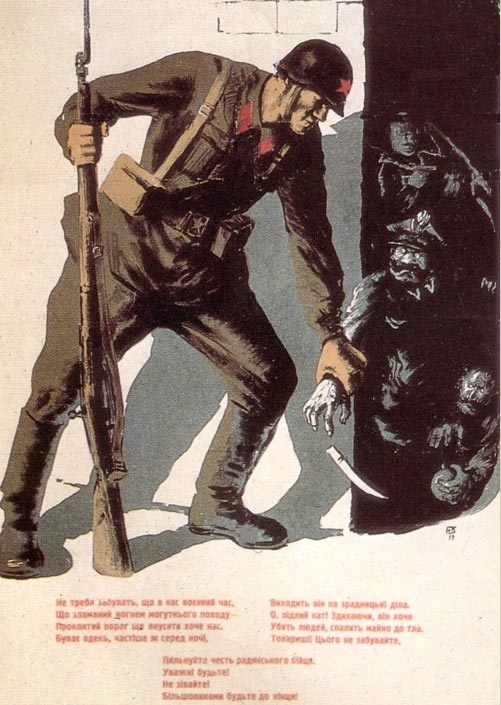
Радянський агітаційний плакат із закликом до мирного населення остерігатися шпигунів; у даному випадку людина в тіні в парадній формі польських офіцерів.

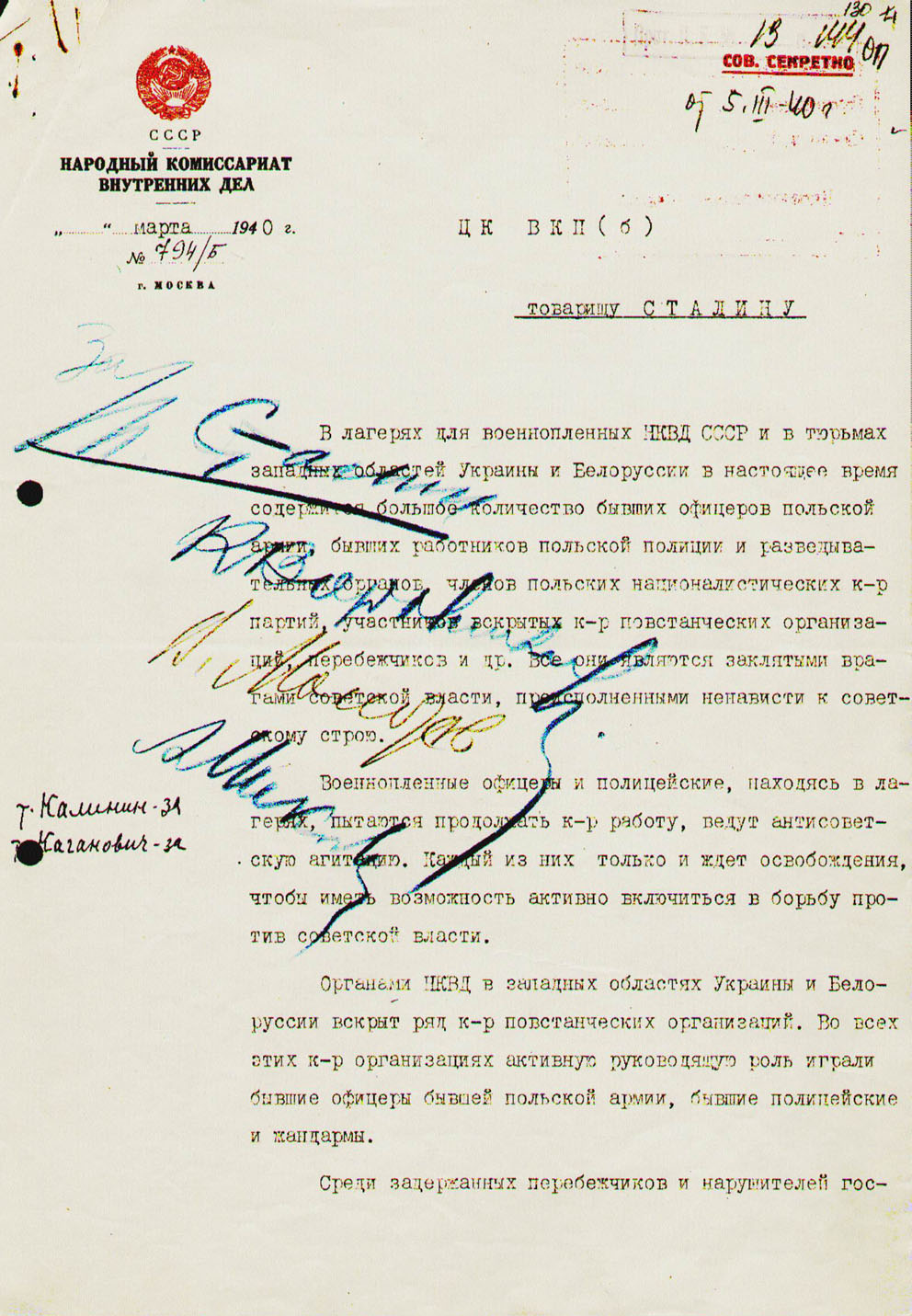
Записка Берії, підписана членами радянського Політбюро; вирішила долю (масовий розстріл) польських офіцерів, від 5 березня 1940 р.

У вересні 1939 року Червона армія вторглася на східні території Польщі, при цьому це сталося в період, коли країна вже переживала значні невдачі внаслідок нападу на неї Німеччини, який почався 1 вересня 1939 року. Радянський Союз намагався відстояти свої претензії відповідно до пакту Молотова-Ріббентропа.
Під час швидкого наступу Червоної армії загинуло близько 6–7 тис. польських солдатів у боях, 230—450 тис. стали військовополоненими. З цієї кількості 230 000 були захоплені безпосередньо після завершення кампанії, а ще 70 000 потрапили в полон, коли радянська влада анексувала країни Балтії та взяла під варту польські війська, інтерновані там.
Часто відзначалося, що радянська влада порушувала умови капітуляції, обіцяючи польським воякам волю після здачі, але після того, як вони здавали зброю, їх арештовували. Багато польських солдатів ставали жертвами, включаючи випадки, коли їх убивали негайно після захоплення. Наприклад, генерал Юзеф Ольшина-Вільчинський, узятий у полон, допитаний і розстріляний 22 вересня, ще під час самого вторгнення. У селі Грабовець біля Замостя 24 вересня радянські сили вбили 42 співробітників і пацієнтів у польському військовому госпіталі. Після того, як польські сили отримали тактичну перемогу у битві під Шацьком 28 вересня, радянські війська стратили всіх польських офіцерів, яких вони захопили, у тому числі учасників Корпусу Охорони Прикордоння під командуванням генерала Вільгельма Орлика-Рюкенмана. Додатково, радянська влада виконала страти сотень захисників Гродно, і точна кількість загиблих залишається невизначеною.

## Перший період (1939—1941)
Деякі польські в'язні змогли втекти або були звільнені, але близько 125 000 осіб стали ув'язненими в таборах НКВС. У жовтні радянська влада звільнила 42 400 солдатів, головним чином осіб української та білоруської національностей, які служили в польській армії та проживали на колишніх польських територіях, що тепер були анексовані Радянським Союзом.
Ще 43 000 солдатів, які народилися в Західній Польщі, контрольованій тоді Німеччиною, були передані німцям. У відповідь радянська влада отримала від німецьких можновладців 13 575 польських полонених.
1939 року Польща та Радянський Союз офіційно не оголошували одне одному війну. Фактично СРСР припинив дипломатичні відносини, відкликавши визнання польського уряду на початку вторгнення. Радянська влада вважала полонених польських військовослужбовців не військовополоненими, а контрреволюціонерами, які противилися нібито законному привласненню Західної України та Західної Білорусі. СРСР відмовив Червоному Хресту в нагляді за в'язнями — на тій підставі, що він не підписав Женевську конвенцію 1929 року про поводження з військовополоненими і не визнав Гаазької конвенції. Радянські військові передали польських в'язнів до Народного комісаріату внутрішніх справ (НКВС, або таємної поліції), які отримали вироки за пунктами радянського кримінального кодексу стосовно злочинів, зокрема державної зради та контрреволюції, і не вважалися суб'єктами «Положення про поводження з військовополоненими», затвердженого Радою Міністрів СРСР.
Уже 19 вересня 1939 року нарком внутрішніх справ і нарком державної безпеки першого рангу Лаврентій Берія видав наказ НКВС щодо створення Управління у справах військовополонених та інтернованих. Це управління було призначене для керівництва польськими полоненими, які потрапили під варту Червоної армії. НКВС почало організацію мережі приймальних центрів та пересильних таборів, а також організацію залізничного транспорту до таборів для військовополонених на заході СРСР.
Табори були розташовані в різних місцях, зокрема в Юхново (залізнична станція Бабиніно), Южі (Талиці), Козельську, Козельщині, Оранках, Осташкові (острів Столбний на озері Селігер біля Осташкова), на залізничній станції Тьоткіно (56 миль або 90 км від Путивля), у Старобільську, Вологді (залізнична станція Заєнікево) і Грязовці.
Табори в Козельську і Старобільську переважно призначалися для офіцерів, тоді як Осташков використовувався здебільшого для утримання бойскаутів, жандармів, поліціянтів і тюремних працівників. У цих таборах перебували в полоні не тільки військові офіцери чи члени інших згаданих груп, але й представники польської інтелігенції. Приблизний розподіл чоловіків між цими таборами був таким:
- Козельськ — 5 тис.
- Осташков — 6 570
- Старобільськ (Катинський ліс) — 4 000

Загальна кількість: 15 570 чоловіків.
Згідно зі звітом від 19 листопада 1939 року, в НКВС перебувало близько 40 000 польських військовополонених, включаючи приблизно 8 000-8 500 офіцерів і прапорщиків, 6 000-6 500 поліціянтів і 25 000 солдатів і старшин, яких усе ще залишали в полоні. У грудні почалася хвиля арештів, під час якої були затримані деякі польські офіцери, що ще не були ув'язнені. 3 грудня Іван Сєров повідомив Лаврентію Берії, що «всього заарештовано 1057 колишніх офіцерів Війська Польського». Додатково 25 тисяч солдатів і унтер-офіцерів були направлені на примусові роботи, такі як будівництво доріг та важка металургія.
За період з жовтня 1939 по лютий 1940 року, поляки, які потрапили до таборів, були піддані тривалим допитам та систематичній політичній агітації з боку офіцерів НКВС, зокрема таких, як Василь Зарубін. Радянська влада стимулювала у полонених віру в те, що їх звільнять, але насправді співбесіди були складним процесом відбору, спрямованим на визначення, хто залишиться живим, а хто піде на загибель.
Згідно зі звітами НКВС, в'язні не зазнавали впливу, щоб змусити їх зайняти прорадянську позицію. Вони були оголошені «запеклими і непримиренними ворогами радянської влади».
5 березня 1940 року члени радянського Політбюро Йосип Сталін, В'ячеслав Молотов, Лазар Каганович, Михайло Калінін, Климент Ворошилов, Анастас Мікоян і Берія підписали наказ щодо розстрілу «націоналістів і контрреволюціонерів», утримуваних у таборах і тюрмах Західної України та Білорусі. Ця жахлива подія стала відома як Катинський розстріл, що призвів до смерті 22 тисяч осіб.

## Другий період (1941—1944)
Однак дипломатичні відносини були відновлені в 1941 році після того, як німецьке вторгнення в Радянський Союз змусило Йосипа Сталіна шукати союзників. Таким чином, військова угода від 14 серпня та подальша угода Сікорського-Майського від 17 серпня 1941 року привели до того, що Сталін згодився оголосити пакт Молотова-Ріббентропа щодо Польщі недійсним і випустити десятки тисяч польських військовополонених, які утримувалися в радянських таборах. Згідно з угодою між польським урядом у вигнанні та Сталіним, радянська влада надала амністію багатьом польським громадянам, із яких була сформована військова сила. Сталін також погодився, що ці військові сили будуть підпорядковані польському уряду у вигнанні. Ця сила стала відомою як Армія Андерса. З 1943 року поляків також набирали до армії Берлінга.

## Третій період (після 1944р.)
Третя категорія польських ув'язнених складалася з членів організацій польського опору, зокрема Армії Крайової, відомих як «прокляті солдати», які були вірні польському уряду в еміграції. Радянська сторона розглядала їх як потенційну загрозу для своєї влади в Польщі. Незначну їх частку було відправлено до Радянського Союзу (хоча існували винятки, такі як «Процес над шістнадцятьма»), а більшість була передана в руки польських комуністичних служб безпеки або ввійшла до армії Берлінга.

## Польські генерали, вбиті Совітами в 1939—1945 роках
- Броніслав Баб'янський[pl] — генерал-майор польської армії Другої Польської Республіки. У вересні 1939 року, коли німецька і радянська армія вдерлися в Польщу, переїхав у Гродно, де через місяць його схопили органи НКВС. Відтоді пропав безвісти, імовірно вбитий енкаведистами.
- Леон Біллевич — бригадний генерал, захоплений Совітами в Журавно неподалік Стрия 19 вересня 1939 року разом із наспіх сформованими польськими частинами, які прямували до польсько-угорського кордону. Утримуваний у Старобільську, страчений у Харкові.
- Броніслав Богатиревич — бригадний генерал, звільнився з армії ще до 1939 року, однак заарештований у вересні 1939 року та депортований до табору в Козельську, а згодом убитий у Катині. Один із лише двох генералів, ідентифікованих під час ексгумації в 1943 році.
- Олександр Чхеїдзе — бригадний генерал, затриманий НКВС у Львові у вересні 1939 року як «ворог народу». У червні 1940 р. переміщений до Києва і звинувачений у цілому списку «злочинів». Останнім слідом про генерала є розписка, подана командиром конвою в грудні 1940 року. Ймовірно, страчений розстрільною командою у Москві в 1941 році.
- Ксаверій Черницький — контр-адмірал, розділив спільну долю польських офіцерів, затриманих радянською владою. Переступивши пороги радянських таборів в Осташкові, Старобільську, Козельську, він зрештою був знищений у Катині.
- Казимир Держановський — генерал-лейтенант, захоплений НКВС у Львові в жовтні 1939 р., згодом переведений до Києва у 1940 р. Його доля невідома, але є підозри, що він помер від виснаження в київській тюрмі.
- Станіслав Галлер — генерал-лейтенант, заарештований у 1939 р. та ув'язнений у Старобільську. 1941 року, коли Владислав Сікорський після початку війни між Німеччиною та Радянським Союзом видав наказ про формування польської армії в СРСР, Станіслав Галлер мав бути призначений головнокомандувачем цієї армії. Сікорському було невідомо про смерть Галлера ще в 1940 році, коли той став жертвою Катинського вбивства.
- Казимир Горошкевич — номінальний генерал-лейтенант Війська Польського Другої Республіки Посполитої, у вересні 1939 року, рятуючись від німців, дістався Львова, що на той час уже був під радянською окупацією. Засланий до Сибіру Горошкевич помер у Тобольську, повертаючись на захід, до новостворених польських частин у Радянському Союзі в 1942 році.
- Альбін Ясинський — бригадний генерал, організував загони польської самооборони в Дорогичині проти радянського гніту в 1939 році. Був затриманий НКВС, загинув у 1940 році, закатований слідчими НКВС.
- Александр Ясинський-Сас[pl] — бригадний генерал, зник після входу радянських військ у Львів. Відтоді його доля невідома.
- Мар'ян Ясинський — номінальний бригадний генерал, загинув під час радянського вторгнення, ймовірно, убитий радянськими військами.
- Адольф-Кароль Ястшембський[pl] — бригадний генерал, ув'язнений радянською владою, відправлений у ГУЛАГ у Вологді, помер від тяжкої праці, виснаження та голоду.
- Владислав Єнджеєвський — генерал-лейтенант, організовував загони Самооборони у Львові, коли радянська армія увійшла до міста. Розстріляний 1940 р. органами НКВС.
- Владислав Юнг — генерал-лейтенант, радянська агресія застала його у Львові. Здійснив невдалу спробу перетнути німецько-радянську демаркаційну лінію в 1939 р. У в'язниці на сильному морозі помер від гангрени.
- Юліуш Клеменс Кольмер[pl] — бригадний генерал, заарештований НКВС у Львові в 1940 р. Імовірно вбитий Совітами.
- Александр Ковалевський[pl] — бригадний генерал, готував оперативну групу на Поділлі під час вересневої кампанії 1939 р. Коли до нього дійшла звістка про радянське вторгнення, генерал Ковалевський рушив у південно-східному напрямку, де зіткнувся з радянською армією, що наближалася. Тим часом генералам оголосили директиву не вступати в бій із радянськими військами, якщо тільки ті їх не спровокували. Генерал Ковалевський виконав наказ і здався червоноармійцям. Ув'язнений і переселений до Старобільська, убитий у Харкові 1940 року.
- Шимон Куж[pl] — бригадний генерал, заарештований НКВС у листопаді 1939 року. Розстріляний навесні 1940 року.
- Казімеж Орлик‑Лукоський — генерал-майор, потрапив у полон під час німецько-радянського вторгнення та згодом переданий НКВС. Ув'язнений у Старобільську, згодом убитий у Катині.